# معاهدة لونيفيل
معاهدة لونفيل أو صلح لونفيل تم بين فرنسا والنمسا في 9 شباط 1801م. في عهد القنصل الأول نابليون بونابرت

## خلفية تاريخية
بعد انسحاب روسيا من التحالف الدولي ضد فرنسا بقيت النمسا وإنجلترا تقفان ضد فرنسا، وبالرغم من تلويحات نابليون القنصل الأول بالصلح إلا أنهما أغمضتا أعينهما عن ذلك. وعندها رأى القنصل الأول أن يركز على هزيمة النمسا أولاً. فعبر في عام 1800م جبال الألب وأوقع الهزيمة بالقوات النمساوية بسهولة في معركة مارنجو في 14 تموز 1800م، ويعد هذا الانتصار كافياً لإضاعة التفوق الذي كسبه النمساويون لأنفسهم. وقد ساعد نابليون على الانتصار عودة القائد الفرنسي ديزييه المفاجئ من الغرب لمساعدته في المعركة. وفي العام نفسه استطاع جيش فرنسي آخر اكتساح النمساويين في معركة هوهنلدن في ألمانيا على يد الجنرال الفرنسي مورو الذي دحر جيوش الدوق النمساوي. وعلى الاثر طلب النمساويون الهدنة وإجراء مفاوضات الصلح ثم وقعوا على معاهدة لونفيل في 9 شباط 1801م.

### أبرز شروط هذه المعاهدة
يمكن إجمال شروط المعاهدة كما يلي:
- موافقة النمسا على خريطة لأوروبا وصلت فيها الحدود الفرنسية إلى ضفاف الراين. أي قبلت بأن تستولي فرنسا على الإمارات الألمانية الواقعة بين حدودها وبين نهر الراين،
- اعتراف النمسا بالجمهوريات الأربع التي أقامتها فرنسا وهي: جمهورية ناتافيا، وهلفانيا، والألب الشمالية، وليجوريا.
- انسحاب النمسا نهائيًا من إيطاليا.
- وأعادت أيضاً تأكيد شروط معاهدة كامبو فورميو.

## نتائج المعاهدة
كان صلح لونفيل أسوأ صلح عرفته النمسا فقد أضعفها وأفسح المجال أمام نابليون لتركيز خططه ضد إنجلترا حيث أرغم بونابرت أسبانيا على منع إنجلترا من استخدام موانئها وفتح هذه الموانئ أمام الأسطول الفرنسي كما تعهد العاهل الإسباني تشارل الرابع بطرد الأسطول الإنجليزي من البرتغال ولم يكتفي بونابرت بل اندفع نحو توقيع اتفاقية مع الولايات المتحدة يضمن فيها حيادها إذا ما دخلت فرنسا في صراع مع إنجلترا كما قامت فرنسا بالاتفاق مع روسيا التي غضب من احتلال إنجلترا بجزيرة مالطة التي انقلبت عليها وقررت الاتفاق مع بونابرت ضد إنجلترا.